# Metacatharsius bidentatus
Metacatharsius bidentatus là một loài bọ cánh cứng trong họ Bọ hung (Scarabaeidae).